# Харт, Оливер
Оливер Саймон Д’Арси Харт (англ. Oliver Simon D'Arcy Hart, родился 9 октября 1948 года) — американский и британский экономист, профессор экономики Гарвардского университета. Лауреат Нобелевской премии по экономике (2016).

## Биография
Оливер родился в Лондоне в семье известного врача-фтизиатра Филипа Монтегю Д’Арси Харта (1900−2006).
Харт закончил Королевский колледж Кембриджского университета со степенью бакалавра математики в 1969 году, получил магистерскую степень по экономике в университете Уорика в 1972 году, а в 1974 году удостоен PhD по экономике в Принстонском университете.
Преподавательскую деятельность начал в должности лектора по экономике в Эссекском университете в 1974−1975 годах, после был помощником лектора, лектором по экономике в Кембриджском университете в 1976−1981 годах, был также сотрудником Чёрчилль-колледжа при Кембриджском университете в 1975−1981 годах. Был приглашённым старшим лектором в Уортонской школе бизнеса в 1979−1980 годах. В Лондонской школе экономики стал полным профессором экономики, где работал в 1981−1985 годах, с 1992 года ещё был приглашённым профессором, а с 1997 года удостоен звания постоянного приглашённого профессора Лондонской школы экономики.
Перебравшись в США, вначале был приглашённым профессором экономики в 1984−1985 годах, а затем занял должность профессора экономики в 1985−1993 годах в Массачусетском технологическом институте. В 1987−1988 годах был приглашённым преподавателем, а в 1999−2003 годах — приглашённым профессором экономики и права кафедры имени Джона Олина на юридическом факультете Гарвардского университета, затем стал сотрудником Гарвардской школы бизнеса в 1988−1989 годах, а с 1993 года — профессором экономики Гарвардского университета. С 1997 года стал профессором экономики кафедры имени Эндрю Фурера, а в 2000−2003 годах был председателем экономического факультета Гарвардского университета.
О. Харт является членом Эконометрического общества с 1979 года, членом Американской академии искусств и наук с 1988 года, член-корреспондентом Британской академии с 2000 года, сотрудником Европейского института корпоративного управления с 2002 года, членом Общества развития экономической теории с 2012 года, членом Общества теории финансов с 2014 года, сотрудником журнала «Journal of Law, Finance & Accounting» с 2015 года, членом Американской финансовой ассоциации с 2016 года, членом Национальной академии наук США с 2016 года.

## Научные достижения
Исследования Оливера Харта посвящены проблемам теории контрактов, теории фирмы, корпоративным финансам и вопросам экономического анализа права.

## Награды
- 1985 — почётный докладчик на лекции памяти Хукера от университета Макмастера,
- 1986−1995 — гранты от Национального научного фонда,
- 1987 — стипендия Гуггенхайма,
- 1988 — почётный докладчик на лекции памяти Фишера-Щульца[англ.] от эконометрического общества,
- 1991 — почётный докладчик на лекции памяти Вудворда от университета Британской Колумбии,
- 1992 — почётный доктор (Honoris Causa) Брюссельского свободного университета,
- 1993 — почётный докладчик на лекции Кларендона от Оксфордского университета,
- 1994 — почётный доктор философии Базельского университета,
- 1994 — почётный докладчик на лекции памяти Веллингтона Бернема от университета Тафтса,
- 2000 — почётный докладчик на лекции памяти Нэнси Л. Шварц от Северо-Западного университета,
- 2007 — почётный профессор Уорикского университета,
- 2009 — почётный доктор (Honoris Causa) Копенгагенской Школы Бизнеса,
- 2009 — почётный доктор (Honoris Causa) университета Париж-Дофин,
- 2011 — почётный доктор наук по экономике Лондонской школы бизнеса,
- 2012 — почётный доктор права (Honoris Causa) университета Уорик,
- 2014 — профессор кафедры университета Ёнсе,
- 2016 — премия по экономике памяти Альфреда Нобеля.

## Общественная деятельность
В 2017 году подписал письмо с призывом к Greenpeace, Организации Объединенных Наций и правительствам всего мира прекратить борьбу с генетически модифицированными организмами (ГМО).